# Onciu
Onciu – wieś w Rumunii, w okręgu Gałacz, w gminie Berești-Meria. W 2011 roku liczyła 49 mieszkańców.